# مارغريت ووكر
مارغريت ووكر (بالإنجليزية: Margaret Walker) (و. 1915 – 1998 م) هي روائية، وشاعرة، وأستاذة جامعية، وكاتبة من الولايات المتحدة الأمريكية . ولدت في برمنغهام، ألاباما .
توفيت في شيكاغو . بسبب سرطان الثدي .

## التعليم
تعلمت في جامعة آيوا، وجامعة نورث وسترن في، وجامعة آيوا.

## روابط خارجية
- مارغريت ووكر على موقع الموسوعة البريطانية (الإنجليزية)
- مارغريت ووكر على موقع ميوزك برينز (الإنجليزية)
- مارغريت ووكر على موقع إن إن دي بي (الإنجليزية)
- مارغريت ووكر على موقع ديسكوغز (الإنجليزية)